# Friedrich Schey von Koromla
Friedrich Schey, baron von Koromla (5 mars 1815, Kőszeg – 15 juillet 1881, Lainz (de)), est un financier et mécène autrichien.

## Biographie
Neveu de Philipp Schey von Koromla (en), il étudie à l'Université polytechnique de Vienne.
Il débute à la banque Wertheimstein à Vienne en 1835, avant de rejoindre la société paternelle, puis de devenir associé de la compagnie de son beau-père.
Friedrich Schey se rend à Vienne après la mort de son beau-père, devieent directeur de la Vöslauer Kammgarnfabrik (de) en 1854 et fonde la Schey, k. k. priv. Großhändler, qui négocie des textiles et effectue des transactions financières. Il devient banquier de l'archiduc Albrecht, ainsi que le fournisseur de l'Armée commune.
Il est l'un des cofondateurs de la Vienna Business Academy (en) en 1857, dont il devient le premier président.
En 1859, il est anobli avec son oncle Philipp Schey, sous le haut patronage d'Edler et du prédicat de Koromľa.
À partir de cette même année, il siège au conseil d'administration de la Niederösterreichische Escompte-Gesellschaft (de) et dirige la Oesterreichische Nationalbank.
En 1863, il est élevé au titre de chevalier. Il se fait construire à cette même période le Palais Schey von Koromla à Vienne.
Vice-président de la société de réassurance "Securitas" à partir de 1869, il était administrateur de la Theiss-Eisenbahn (de) depuis 1856 et président de la Kaiserin Elisabeth-Bahn (de). Il dirige les négociations en vue de leur nationalisation, qui s'achève finalement en 1884.
Considéré comme bon violoniste, il rassemble une collection de livres. Il a promu le Wiener Stadttheater (de), dont il était président, ainsi que la construction du Wiener Musikverein, du Künstlerhaus Wien, et a contribué au financement de l'expédition austro-hongroise au pôle Nord et à la construction de nombreux monuments à Vienne.
Friedrich Schey de Koromla reçut l'ordre de la Couronne de fer (3e classe) en 1862, ainsi que des récompenses de la Prusse, de la France, de la Russie, du Brésil, du Mexique et d’autres pays.
Gendre de l'homme d'affaires Joseph Landauer, il est le père de Josef Schey von Koromla (de) et de Paul Schey von Koromla, et le beau-père d'Adolf Lieben.
Il repose maintenant dans le caveau familial du département israélite du cimetière central de Vienne.

## Sources
- (de) Constantin von Wurzbach, « Schey von Koromla, Friedrich Freiherr », dans Biographisches Lexikon des Kaiserthums Oesterreich, vol. 29, Vienne, L. C. Zamarski (lire sur Wikisource, lire en ligne), p. 243-246
- Josef Mentschl:  (de) Schey von Koromla Friedrich. dans Österreichisches Biographisches Lexikon 1815–1950 (ÖBL). vol. 10, Maison d'édition de l'Académie autrichienne des sciences, Vienne 1994,  (ISBN 3-7001-2186-5), p. 100 f. (liens directs p. 100, p. 101).
- (de) Josef Mentschl, « Schey, Friedrich von », dans Neue Deutsche Biographie (NDB), vol. 22, Berlin, Duncker & Humblot, 2005, p. 718–719 (original numérisé).